# Les Copains d'la neuille

Fondé par François André quelques années après la disparition de Léo Ferré, le bulletin semestriel Les Copains d’la neuille, dont le sous-titre est « L’actualité de Léo Ferré », est imprimé en quadrichromie, et diffusé uniquement par abonnement. Un numéro est daté printemps-été, un autre automne-hiver. La publication a lieu grâce au soutien des éditions musicales et littéraires La Mémoire et la mer.
Une première série, du n° 1 (automne-hiver 2001-2002) au n° 12 (printemps-été 2007), a systématiquement traité l’actualité de l’artiste (livres, CD, spectacles, expositions), en quatre pages de très grand format. Le n° 12 a fait le lien avec la nouvelle série, en étant entièrement consacré à une étude de Francis Delval, intitulée « La fabrique du texte, remarques sur l’écriture de Ferré ».
Depuis le n° 13 (automne-hiver 2007-2008), la revue publie aussi des travaux de recherches et d’études. Cette nouvelle optique se conjugue à une présentation totalement modifiée (vingt-quatre pages de moyen format).
Le comité de rédaction  de la revue comprend, outre François André, directeur de publication,  trois autres personnes : Claude Braun et Jacques Layani. Le lettrage du titre est dû au peintre Charles Szymkowicz. Maquette et mise en page sont signées Rinaldo Maria Chiesa, dit Rinaz. Patrick Dalmasso participe également à la réalisation.

## Choix d’articles parus dans la deuxième formule de la revue
Quelques éditoriaux de François André : Les variations Ferré, La chambre noire, Ferré l’obscur, Flinguer Ferré, Je suis un bon client de la tristesse, C'est extra ?, L'évitement, Je préfère les trains de la NRF, L'acharnement biographique.
Articles, études : François André (La Lune) ; Bruno Blanckeman (Léo Ferré ou la chanson surréelle) ; Colette Brogniart (Les Coulisses) ; Marc Bubert (Léo Ferré « géomètre et superbe ») ; Francis Delval (La fabrique du texte, remarques sur l’écriture de Ferré, Baudelaire, mon semblable, mon frère) ; Jacques Layani (Des « périodes », Encore un bouquet, La mémoire et le Lot, À propos du poème Perdrigal, Miserere nobis, Pierre Mac Orlan et « l’affaire Villon », Une complicité avec Bernard Dimey, Cet air qu'on cherche, Un chien à la librairie) ; Jacques Miquel (Chanson, anarchie et franc-maçonnerie, Gabriel Terbots, 1918-1992) ; Stéphane Oron (« On marchait. Et on parlait... ») ; Dorian Saigre (Léo Ferré et Allain Leprest).